# Савченко Валентина Федорівна
Валентина Федорівна Савченко (22 січня 1947, село Івано-Франкове, тепер селище Яворівського району Львівської області) — радянська діячка, ткаля Дарницького шовкового комбінату міста Києва. Член ЦК КПРС у 1990—1991 роках.

## Життєпис
У 1965 році закінчила Олександрівську середню школу в Кіровоградській області.
У 1965—1966 роках — учениця школи фабрично-заводського навчання при Дарницькому шовковому комбінаті міста Києва.
З 1966 року — ткаля Дарницького шовкового комбінату міста Києва.
Член КПРС з 1972 року.
Потім — на пенсії.